# Lauzach
Lauzach är en kommun i departementet Morbihan i regionen Bretagne i nordvästra Frankrike. Kommunen ligger i kantonen Questembert som tillhör arrondissementet Vannes. År 2022 hade Lauzach 1 237 invånare.

## Befolkningsutveckling
Antalet invånare i kommunen Lauzach
| Referens: INSEE |